# Elezioni parlamentari a Malta del 1951
Le elezioni parlamentari a Malta del 1951 si tennero il 5 e 7 maggio. Nonostante il Partito Laburista avesse ottenuto il maggior numero di voti, il Partito Nazionalista vinse poiché guadagnò la maggioranza dei seggi.

## Risultati
| Liste                  | Voti    | %     | Seggi |
| ---------------------- | ------- | ----- | ----- |
| Partito Laburista      | 40 208  | 35,70 | 14    |
| Partito Nazionalista   | 39 946  | 35,47 | 15    |
| Partito dei Lavoratori | 21 158  | 18,79 | 7     |
| Partito Costituzionale | 9 150   | 8,12  | 4     |
| Partito Jones          | 957     | 0,85  | –     |
| Indipendenti           | 1 206   | 1,07  | –     |
| Totale                 | 112 625 | 100   | 40    |